# Beirã
Beirã é uma povoação portuguesa sede da Freguesia de Beirã do Município do Marvão, freguesia com 44,79 km² de área e 427 habitantes (censo de 2021), tendo, por isso, uma densidade populacional de 9,5 hab./km².

## História
A freguesia foi criada pelo decreto-lei n.º 33.729, de 24/06/1944, com lugares desanexados da freguesia de Santo António das Areias.
A Freguesia da Beirã teve uma estação de comboios (Marvão-Beirã) que serviu a sede do município, Marvão.

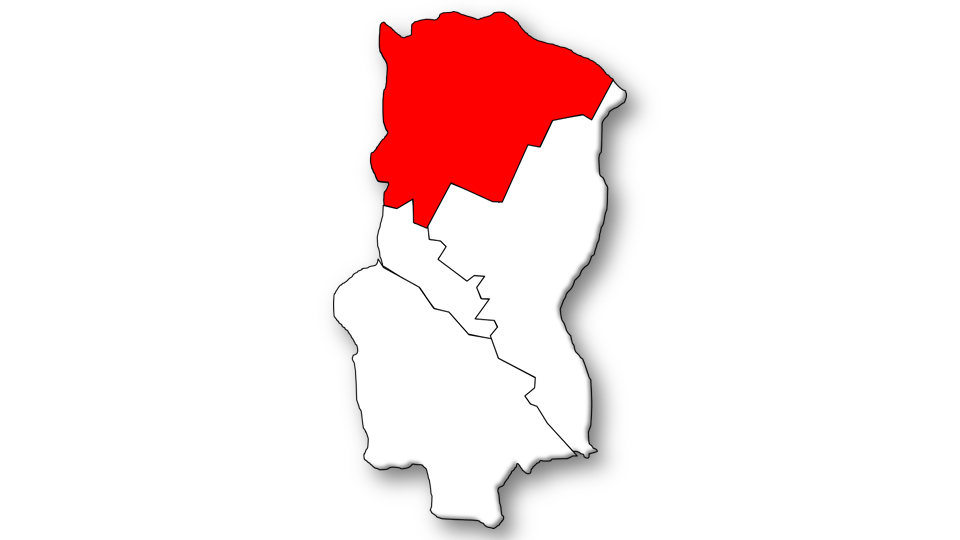
Localização no Município de Marvão

## Demografia
A população registada nos censos foi:
| Distribuição da População por Grupos Etários | Distribuição da População por Grupos Etários | Distribuição da População por Grupos Etários | Distribuição da População por Grupos Etários | Distribuição da População por Grupos Etários |
| -------------------------------------------- | -------------------------------------------- | -------------------------------------------- | -------------------------------------------- | -------------------------------------------- |
| Ano                                          | 0-14 Anos                                    | 15-24 Anos                                   | 25-64 Anos                                   | > 65 Anos                                    |
| 2001                                         | 66                                           | 62                                           | 265                                          | 203                                          |
| 2011                                         | 44                                           | 47                                           | 232                                          | 175                                          |
| 2021                                         | 53                                           | 32                                           | 200                                          | 142                                          |

## Património
- Estação Arqueológica romana da Herdade dos Pombais ou Monte da Herdade dos Pombais
- Quinta do Penedo da Rainha

## Lugares
A freguesia agrega os seguintes lugares:
- Barretos;
- Beirã;
- Vale do Milho;
- Fonte de Salgueiro de Baixo;
- Fonte de Salgueiro de Cima.